# Bjurböle (meteorito)
El meteorito de Bjurböle es un meteorito condrítico que cayó sobre la Tierra en 1899 en Bjurböle, Finlandia. De 330 kg de peso, es el mayor meteorito caído en Finlandia y uno de los mayores caídos en Europa.

## Historia
El 12 de marzo de 1899 se observó una brillante bola de fuego sobre el mar Báltico en el sur de Finlandia. En la capital, Helsinki, el periódico Päivälehti publicó como «un meteorito grande y brillante voló sobre nuestra ciudad desde el noroeste hacia el sureste a las 9.30 p.m. El meteorito iluminó el área como una bombilla gigante. Las nubes tenían matices dorados. Después de aproximadamente un minuto, el meteorito se rompió en muchos pedazos pequeños haciendo un ruido atronador. El sonido duró varios minutos. La explosión sacudió las casas hasta sus cimientos. La gente salió de sus hogares e invadió las calles y los jardines. Algunos pensaban que la artillería había disparado en la fortaleza de Viabord y otros pensaban que sobrevenía el fin del mundo.»
La masa principal, de 215 kg, se conserva expuesta en la Universidad de Helsinki desde el año 2000.

## Composición
Los fragmentos de este meteorito que se han recuperado son inusualmente friables y consisten principalmente en cóndrulos y granos de metal. En lámina delgada se observa como dichos cóndrulos están bien definidos y, junto con el hierro-níquel metálico —mucho menos abundante—, se asientan en una matriz de grano muy fino. Dentro de la variedad existente, predominan los cóndrulos radiales de piroxeno y de olivino barrado.

## Clasificación
El meteorito de Bjurböle es el más masivo entre los veinte meteoritos clasificados esopecíficamente como condritas L/LL4, por delante del 
meteorito de Vera.
Además es una de las once únicas caídas registradas de condritas L/LL, pues estas suponen solo el 1% entre los distintos tipos petrológicos.